# Phạm Văn Toàn
Phạm Văn Toàn (24 tháng 3 năm 1922 – 21 tháng 9 năm 2019) là thẩm phán, luật sư, quan chức và nhà ngoại giao Việt Nam Cộng hòa, đồng thời là cựu Đại sứ Việt Nam Cộng hòa tại Bờ Biển Ngà.

## Tiểu sử
Phạm Văn Toàn chào đời ngày 24 tháng 3 năm 1922 ở Sài Gòn, Nam Kỳ, Liên bang Đông Dương.
Ông tốt nghiệp trường Ecole Supérieure d'Agriculture et de Sylviculture Jules Brévié tại Hà Nội năm 1943, nhận bằng luật tại Đại học Lyon năm 1949.  Sau khi ra trường, ông được nhận vào làm nhân viên kiểm tra tại Ngân hàng Tín dụng Công cộng lúc ban đầu.
Từ năm 1951 đến năm 1954, ông giữ chức vụ Thẩm phán và Thẩm phán sơ thẩm cấp cao của Tòa Sơ thẩm Sài Gòn. Từ năm 1954 đến năm 1955, ông giữ chức Vụ trưởng Vụ Chính trị sự vụ Bộ Nội vụ Quốc gia Việt Nam. Ông cũng từng là dân biểu Quốc hội Lập hiến và Hội nghị Lập pháp từ năm 1955 đến năm 1959.
Năm 1959, ông sang làm luật sư tại Tòa Phúc thẩm Sài Gòn. Năm 1964, ông giữ chức Tổng thư ký Hội nghị Nhân sĩ, về sau lên làm Bộ trưởng tại Phủ Thủ tướng từ năm 1965 đến năm 1966. Từ năm 1966 đến năm 1972, ông giữ chức Đại sứ tại Bờ Biển Ngà (đồng thời là Đại sứ tại Dahomey, Niger, Togo và Thượng Volta).
Ông qua đời ngày 21 tháng 9 năm 2019 tại Bures-sur-Yvette, Essonne, Pháp, hưởng thọ 97 tuổi.

## Đời tư
Phạm Văn Toàn đã kết hôn có tổng cộng năm cậu con trai và một cô con gái.